# Chinese zaagbek
De Chinese zaagbek (Mergus squamatus) is een vogel uit de familie Anatidae. De wetenschappelijke naam van de soort is voor het eerst geldig gepubliceerd in 1864 door John Gould. Het is een bedreigde vogelsoort in Oost-Azië.

## Kenmerken
De vogel is 52 tot 58 cm lang, het formaat van de middelste zaagbek. Het volwassen mannetje heeft een glanzende groene kop en nek en een grote kuif en verder licht roomkleurig van onder en witte flanken met een schubbenpatroon. Het vrouwtje is licht roodbruin op de kop en nek en een spichtige kuif en verder van onder witachtig; bij haar is het schubbenpatroon fijner van structuur.

## Voorkomen
De soort broedt in de streek rond Chabarovsk aan de Amoer, het oosten van China, Binnen-Mongolië en Noord-Korea. De meeste vogels overwinteren zuidelijker in Zuidoost-China in het stroomgebied van de Yangtze en kleine aantallen in Japan en Zuid-Korea. Het leefgebied waarin de vogel broedt bestaat uit grote, natuurlijke bossen langs rivieren in bergachtig gebied onder de 900 m boven zeeniveau. 's Winters verblijven deze zaagbekken op open water in riviermondingen en op zee.

## Status
De grootte van de populatie werd in 2016 door BirdLife International geschat op 2400 tot 4500 volwassen individuen en de populatie-aantallen nemen af door habitatverlies. Het broedgebied wordt aangetast door ontbossing of veranderd bosbeheer gericht op houtproductie. In de overwinteringsgebieden is waterverontreiniging een probleem. Om deze redenen staat deze soort als bedreigd op de Rode Lijst van de IUCN.

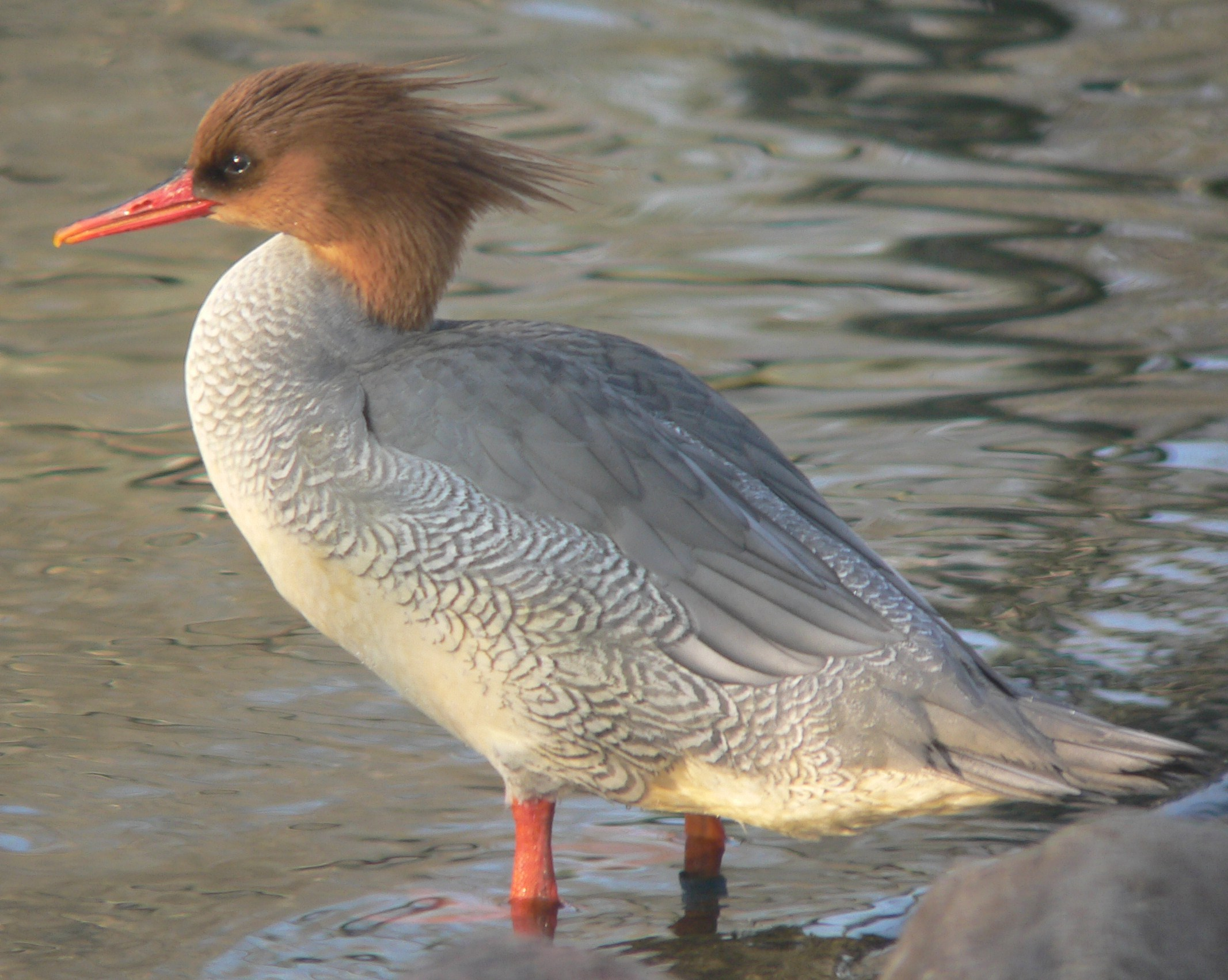
Vrouwtje
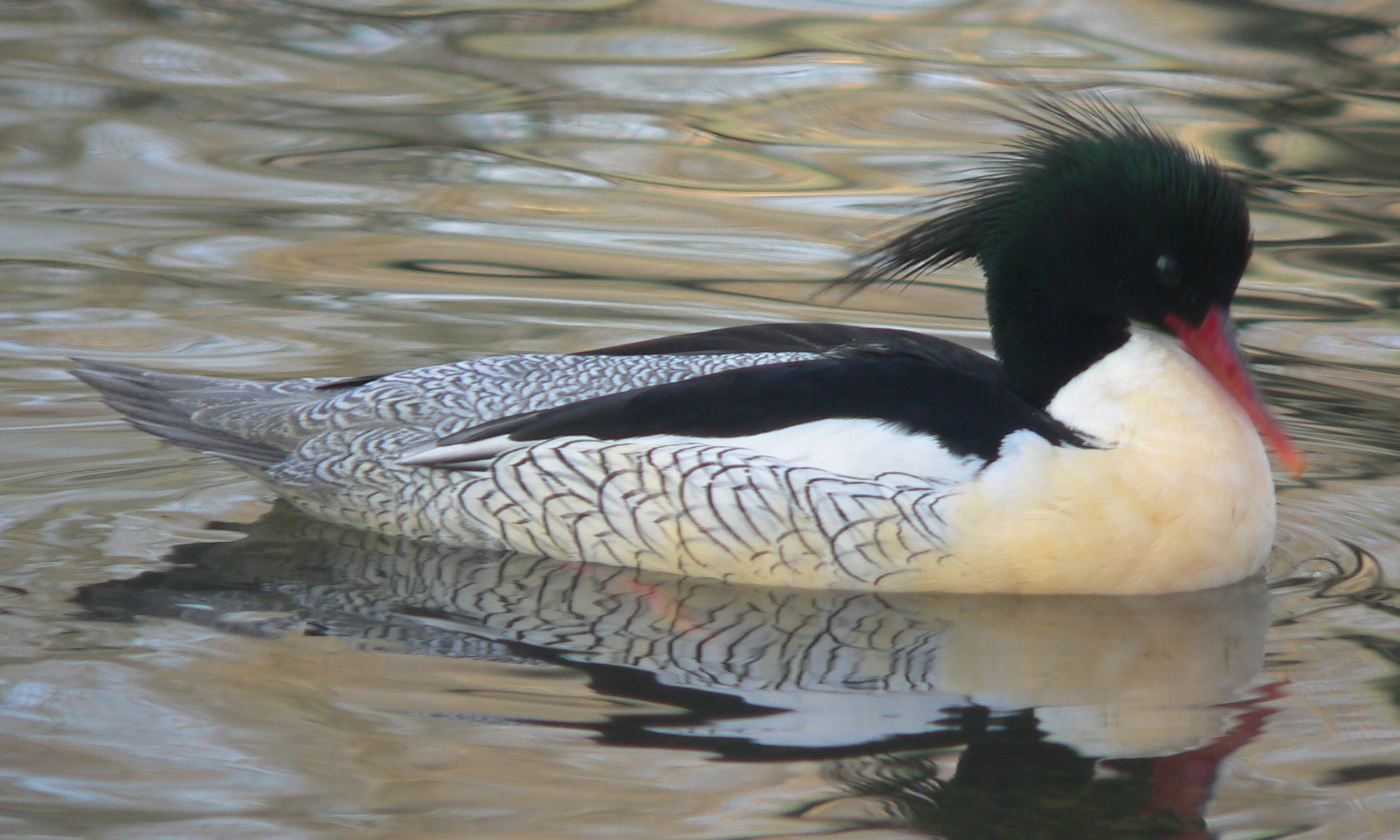
Mannetje